# Stanisław Wiewióra

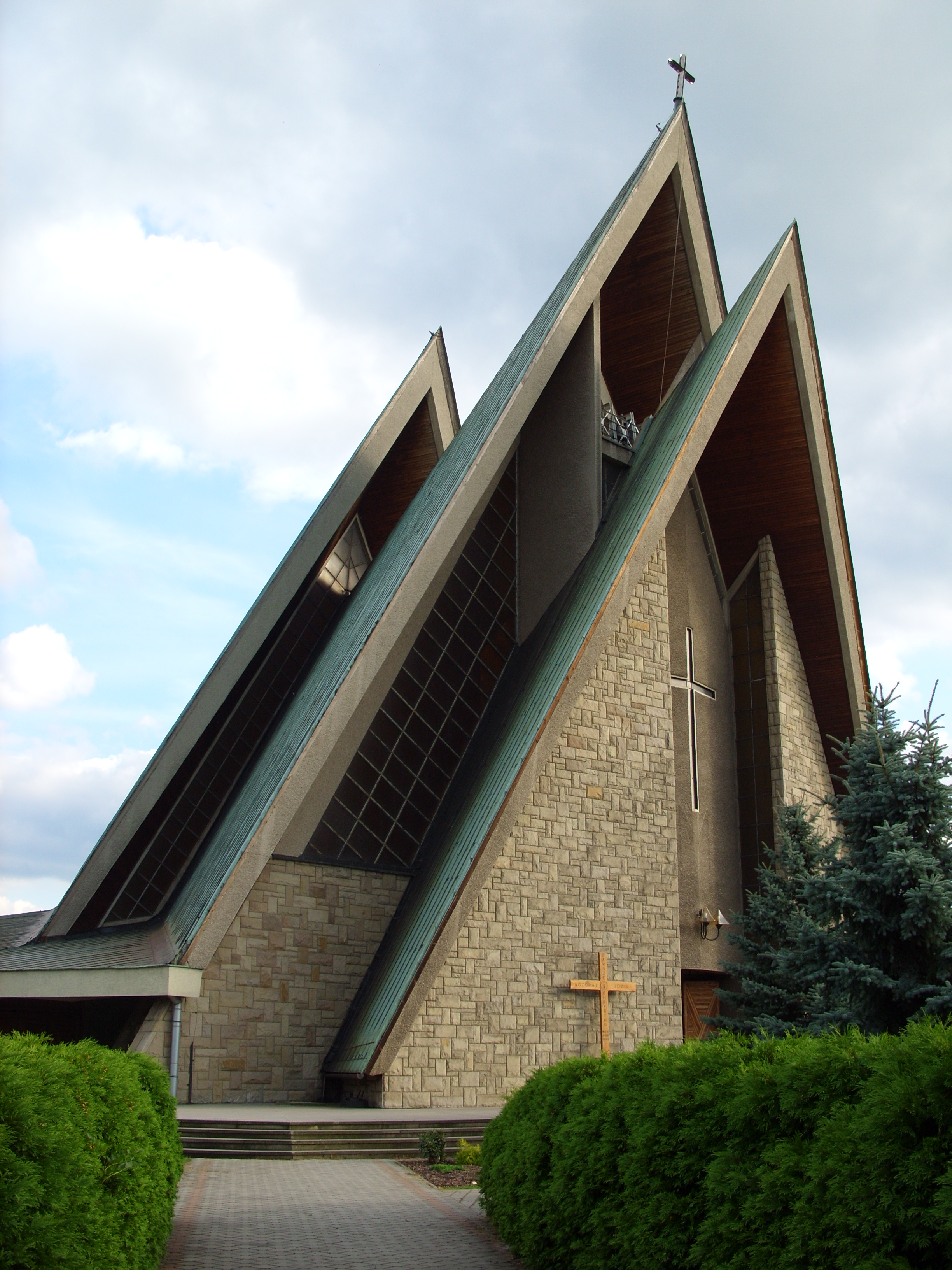
Kościół Przemienienia Pańskiego w Cięcinie

Stanisław Wiewióra (ur. 13 września 1931 w Węgierskiej Górce, zm. 1 grudnia 1993 w Mikołowie) – polski architekt, wykładowca na Politechnice Śląskiej.

## Życiorys
W 1962 ukończył studia na Wydziale Architektury Politechniki Krakowskiej i rozpoczął pracę w Wydziale Architektury i Urbanistyki Prezydium Powiatowej Rady Narodowej w Żywcu. Od 1974 związał się zawodowo z Katedrą Urbanistyki i Katedrą Planowania Przestrzennego Politechniki Śląskiej, równocześnie nadal pracował w Żywcu, skąd dojeżdżał do Gliwic. Zasiadał w Radzie Społeczno-Naukowej Żywieckiego Parku Krajobrazowego, pełnił funkcję konsultanta z ramienia uczelni podczas opracowywania Wojewódzkiego Planu Regionalnego. W 1983 przedstawił na Wydziale Architektury Politechniki Warszawskiej pracę doktorską pt. "Kształtowanie rekreacji zimowej na obszarze Beskidu Żywieckiego w świetle ochrony środowiska naturalnego". Zginął tragicznie 1 grudnia 1993 w wypadku drogowym w Mikołowie w drodze na wykład akademicki.

## Projekty
- Pomnik Pamięci Pomordowanych w Żabnicy;
- Amfiteatr przy Forcie Wędrowiec w Węgierskiej Górce;
- Kompleks boisk sportowych i basen w Węgierskiej Górce;
- Stadion sportowy w Porąbce;
- Założenia projektowe i plan zagospodarowania Domu Kultury w Zwardoniu;
- Zagospodarowanie i plany komunikacyjne dla Placu Mariackiego i Rynku w Żywcu;
- Kościoły w Alwerni, Cięcinie, Kamesznicy i Kętach.
- ok. 480 projektów obiektów użytkowych, pensjonatów, obiektów sakralnych, gastronomicznych, hotelowych i ośrodków rekreacyjnych.